# 悪名 縄張荒らし
『悪名 縄張荒らし』（あくみょうしまあらし）は、勝プロダクション製作・東宝配給による1974年公開の日本映画。監督は増村保造。勝新太郎主演の「悪名シリーズ」第16弾で、前作『悪名一番勝負』から5年ぶりに復活した『悪名シリーズ』最終作。第1作『悪名』と第2作『続悪名』のストーリーを再構成したダイジェスト版。勝とのコンビで人気を博した田宮二郎の当たり役「モートルの貞」を北大路欣也が演じる。
『ぴあ』は「シリーズ化に伴いマンネリ化していくが、増村保造監督による本作は旧大映スタッフが結集した力作」と評価している。

## 配役
- 朝吉：勝新太郎
- 貞：北大路欣也
- 長政の元締：中村鴈治郎
- カポネ：アイ・ジョージ
- シルクハットの親分：大滝秀治
- お絹：望月真理子
- 琴糸：十朱幸代
- お照：太地喜和子
- おしげ：悠木千帆
- おしげの伯父：今福正雄
- チュリィ：伊佐山ひろ子
- 麻生イト：杉村春子
- 善兵衛：山村弘三
- 吉岡：田武謙三
- 長五郎：須賀不二男
- 源八：財津一郎
- 勝：今井健二
- 栄助：勝村淳
- 河太郎：藤田まこと
- 辰吉：小島慶四郎
- 金次：伊吹新吾
- 友三：香住厳
- 救世軍士官：加茂雅幹
- 忠公：北野拓也
- 胴元：山岡鋭二郎
- 中盆：武見和士郎
- 用心棒：阿波地大輔[1]

## スタッフ
- 監督：増村保造
- 脚本：依田義賢
- 原作：今東光
- 企画：久保寺生郎
- 製作：勝新太郎・西岡弘善
- 撮影：宮川一夫
- 美術：太田誠一
- 音楽：冨田勲
- 録音：林土太郎
- 照明：中岡源権
- 編集：谷口登司夫[1]

## 製作
「悪名シリーズ」は「座頭市シリーズ」「兵隊やくざシリーズ」と共に勝新太郎の大映時代の十八番。「悪名シリーズ」も勝と田宮二郎のイキの合った暴れん坊ぶりで大映のドル箱でもあったが、今東光の小説の原点に帰り、オールドファンはもとより、八方破れの庶民やくざでヤング層を開拓したいと企画された。また勝は東宝と配給契約を結んでおり、契約本数をこなさなければならない事情もあった。

### 撮影
1974年2月25日に、大映京都撮影所でクランクインを予定していたが、同日、広島県福山市鞆の浦ロケからクランクイン。ロケ参加は、勝新太郎、北大路欣也、十朱幸代、悠木千帆（樹木希林）ら、キャストとスタッフ合わせて50人。オフシーズンでもあり、今日のように観光客もほとんどなく、ロケ開始前は人影もまばらだったが、撮影を聞いて大勢の見物客が集まった。第一作では原作通り、因島ロケがふんだんに行われたが、本作では因島設定のシーンは鞆の浦で撮影された。初日を予定していた2月25日は雨でロケ中止。2月26–27日二日間の撮影。朝吉（勝）が売られた芸者琴糸（十朱）を追って因島に乗り込み、女中・おしげ（悠木）の手助けなどで連れ出すシーン。鞆の浦の遊廓跡や港、舟で撮影が行われた。勝が当地を訪れるのは4回目で「寺も多いし、素朴な感じが好きなんだ。でも少しづつ変わっているね」「『悪名』を日本のヤクザ映画のスタンダードにしたい」と強い意欲を見せていたが、これが最終作となった。

## 同時上映
- 『子連れ狼 地獄へ行くぞ!大五郎』
  - 主演：若山富三郎 / 監督：黒田義之